# Новогремяченское
Новогремяченское — село в Хохольском районе Воронежской области России. Административный центр и единственный населённый пункт Новогремяченского сельского поселения.

## География
Село находится на северо-западной части Воронежской области, в лесостепной зоне, на правом берегу реки Дон, на расстоянии примерно 17 километров (по прямой) к востоку-юго-востоку (ESE) от посёлка городского типа Хохольский, административного центра района. Абсолютная высота — 97 метров над уровнем моря.

## История
В 1993 г. Указом Президиума ВС РФ поселок совхоза «Гремяченский» переименован в село Новогремяченское.

## Население
| 2010  | 2012  | 2013  | 2014  | 2015  | 2016  | 2017  |
| ----- | ----- | ----- | ----- | ----- | ----- | ----- |
| 1642  | ↗1648 | ↗1694 | ↗1708 | ↗1735 | ↗1745 | ↘1725 |
| 2018  |       |       |       |       |       |       |
| ↗1733 |       |       |       |       |       |       |

Гендерный состав
По данным Всероссийской переписи населения 2010 года в гендерной структуре населения мужчины составляли 44,8 %, женщины — соответственно 55,2 %.
Национальный состав
Согласно результатам переписи 2002 года, в национальной структуре населения русские составляли 96 %.

## Инфраструктура
В селе функционируют средняя общеобразовательная школа, детский сад, врачебная амбулатория, дом культуры и отделение Почты России.

## Улицы
Уличная сеть села состоит из 22 улиц и 4 переулков.